# 阿爾法 (艾奧瓦州)
阿爾法（英語：Alpha）是位於美國愛荷華州費耶特縣的一個非建制地區。該地的面積和人口皆未統計。它位於沃科马南邊3哩處。

## 歷史
阿爾法於1871年5月成立。名稱來自第一個希臘字母，因爲這是在科雷恩河沿岸的第一個社區